# Productmanager
Een productmanager is iemand die verantwoordelijk is voor de gehele productlevenscyclus, waaronder de productontwikkeling, marketing, financiële resultaten en kwaliteitszorg.
De logistieke aspecten die te maken hebben met het product of de productgroep vallen onder de verantwoordelijkheid van de productmanager. Daarnaast weegt een productmanager diverse factoren tegen elkaar af bij productmanagementactiviteiten, zoals demografie, concurrentieaanbod en samenhang tussen product en bedrijf.
Een productmanager houdt rekening met tal van factoren, zoals de beoogde klant of gebruiker van een product, de producten die door de concurrentie worden aangeboden en hoe goed het product past bij het bedrijfsmodel van het bedrijf. De reikwijdte van een productmanager varieert sterk, sommigen kunnen een of meer productlijnen beheren en anderen (vooral in grote bedrijven) kunnen kleine componenten of functies van een product beheren.